# Трое мужчин и младенец в люльке
«Трое мужчин и младенец в люльке» (фр. Trois Hommes Et Un Couffin) — французский кинофильм, лирическая кинокомедия 1985 года, лауреат трёх премий «Сезар».

## Сюжет
Комедия о трёх холостяках, снимающих роскошные апартаменты и ведущих свободный образ жизни. Однажды в их доме появляется женщина, с которой у одного из них была интрижка, и оставляет на попечение младенца. Остальной сюжет крутится вокруг хлопот трех совершенно неумелых в обращении с маленькими детьми мужчин, плюс вмешательство полиции, пакет с героином и тому подобные сложности.
Конечно же, в конце фильма все трое влюбляются в ребёнка.

## Награды
Получил премию Национальной академии кинематографии Франции 1985 года.
Получил три награды «Сезар» 1986 года:
- лучший фильм
- лучшая мужская роль второго плана (Мишель Бужена)
- сценарий

Также выставлялся на премию «Сезар» этого же года ещё по трём номинациям:
- самая многообещающая актриса (Филиппин Леруа-Больё)
- лучшая актриса второго плана (Доминик Лаванан)
- лучший режиссёр (Колин Серро)

Номинировался на премию «Оскар» 1986 года и на премию «Золотой глобус» 1987 года, как лучший фильм на иностранном языке.

## В ролях
- Ролан Жиро — Пьер
- Мишель Бужена — Мишель
- Андре Дюссолье — Жак
- Филиппин Леруа-Больё — Сильвия
- Доминика Лаванан — М-ль Рапон
- Марта Вилалонга — Антуанетта
- Франсуа Доманж — Поль

## Интересные факты
- В США по этому сюжету был снят фильм «Трое мужчин и младенец».
- Колин Серро была соавтором сценария к этому фильму и к его американскому ремейку «Трое мужчин и ребёнок».
- Во французском фильме главных героев зовут Мишель, Пьер и Жак; в американском — Майкл, Питер и Джек.
- В 2003 году вышло продолжение фильма под названием «18 лет спустя», где речь идёт уже о закончившей коллеж Мари, заботу о которой продолжают проявлять трое её «приёмных отцов».